# TVR・350i
TVR・350iとは、イギリスのTVRが1985年から生産していたクーペとコンバーチブルである。

## 概要
- 280iの上級モデルとして発売。タスミンの後を継ぐが2＋2クーペはなくなり、2シータークーペとコンバーチブルだけが受け継がれた。
- ボディは軽量でエンジンはV8を搭載。トランスミッションはローバー製5速MTと3速ATがあった。
- 後にローバー・V8エンジンを拡大した390iが登場した。